# Messerspitze

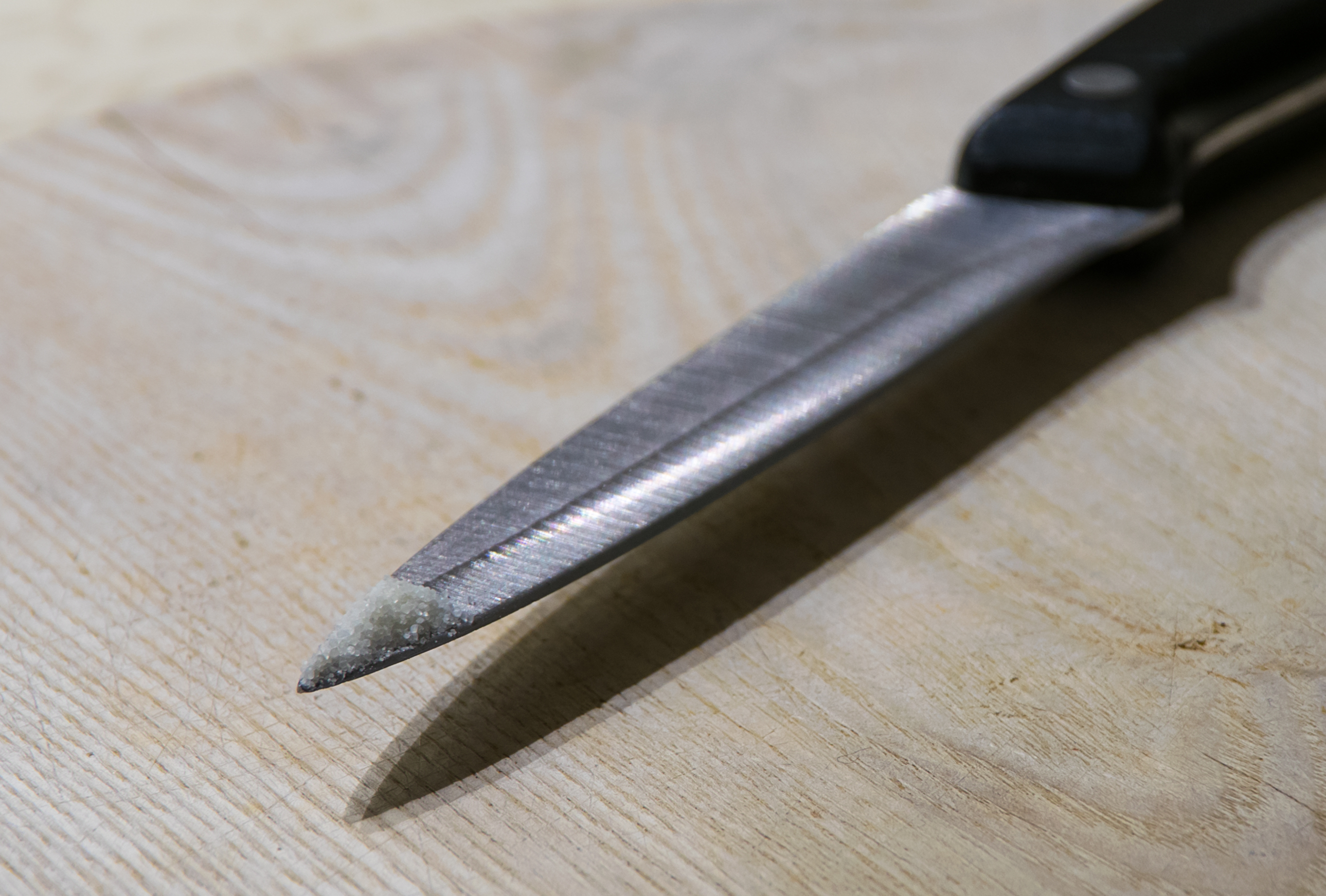
Eine Messerspitze Salz

Eine Messerspitze ist eine nach der Spitze der Messerklinge benannte, für pulverisierte Stoffe übliche Maßeinheit, gebräuchlich in Rezeptangaben und Dosierungsempfehlungen für pulverisierte Medikamente. Die gebräuchliche Abkürzung dafür in Rezepturen ist Msp.

## Menge
Für Medikamente bezeichnete sie die Pulvermenge, die etwa auf dem vorderen Zentimeter der Spitze eines herkömmlichen Besteckmessers stehen bleibt, wenn das Messer in das Pulver eingetaucht und waagrecht herausgehoben wird. Das entspricht ca. 0,1–0,5 g Pulver. In Kochrezepten bezeichnet eine Messerspitze eine kleine Menge einer Substanz, etwas mehr als eine Prise. Die Messerspitze ist eine sehr ungenaue Maßeinheit.